# 쥐트도이체 차이퉁

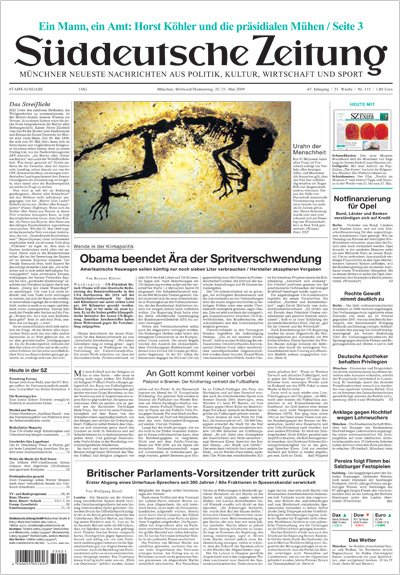

쥐트도이체 차이퉁(Süddeutsche Zeitung, SZ)은 독일 뮌헨에서 발행되는 일간신문으로, 독일에서 약 110만명의 독자를 거느린 가장 영향력 있는 권위지 가운데 하나이다. 1945년 10월 6일에 창건되어 자유주의, 진보주의적 성향 논조를 띄고 있다.

## 같이 보기
- 슈피겔
- 바이에른